# Rhiginia cruciata
Rhiginia cruciata är en insektsart som först beskrevs av Thomas Say 1832.  Rhiginia cruciata ingår i släktet Rhiginia och familjen rovskinnbaggar. Inga underarter finns listade i Catalogue of Life.